# Eleição municipal de Macaé em 2004
A eleição municipal da cidade brasileira de Macaé em 2004 ocorreu no dia 03 de outubro de 2004, como parte do conjunto de eleições municipais no Brasil que ocorreram no mesmo ano. Na ocasião, foram eleitos um prefeito, vice-prefeito e 12 vereadores para a Câmara Municipal da cidade.
A campanha eleitoral contou com a participação de 4 candidatos a prefeito. O prefeito em exercício, Silvio Lopes, do PSDB, não pôde se candidatar para uma nova reeleição devido ao limite estabelecido na Constituição Brasileira de no máximo dois mandatos executivos consecutivos por pessoa. O primeiro turno foi realizado em 03 de outubro de 2004. Riverton Mussi, candidato pelo PSDB, foi eleito com 39.726 votos (50,52% dos votos válidos), seguido de Fred Kohler, do PMDB, que obteve 35.919 votos (45,68%).
Na Câmara dos Vereadores, 164 candidatos concorreram ao pleito e 12 foram eleitos. O PSDB foi o partido que conquistou o maior número de assentos, com 6 eleitos. Paulo Paes foi o candidato mais votado, recebendo 3.373 votos (4,47% dos votos validos).  Os candidatos eleitos tomaram posse em 1 de janeiro de 2005 para exercerem um mandato de quatro anos.

## Candidaturas para a prefeitura
| Nº      | Prefeito(a)  | Prefeito(a)                             | Prefeito(a)       | Prefeito(a)                                       | Vice-prefeito(a) | Vice-prefeito(a) | Vice-prefeito(a)                           | Vice-prefeito(a)  | Vice-prefeito(a)  | Coligação Partido(s)                                                         |
| Nº      | Candidato(a) | Candidato(a)                            | Partido Federação | Cargos relevantes                                 | Candidato(a)     | Candidato(a)     | Candidato(a)                               | Partido Federação | Cargos relevantes | Coligação Partido(s)                                                         |
| ------- | ------------ | --------------------------------------- | ----------------- | ------------------------------------------------- | ---------------- | ---------------- | ------------------------------------------ | ----------------- | ----------------- | ---------------------------------------------------------------------------- |
| 15      |              | Fred Kohler Carlos Frederico Kohler     | PMDB              | - Professor De Ensino De Primeiro E Segundo Graus |                  |                  | Luciano Diniz Luciano Antonio Diniz Caldas | PT                | - Engenheiro      | Coligacao Por Amor A Macaé PMDB PT PP PTB PSL PSC PL PMN PTC PSB PCdoB PTdoB |
| 25      |              | Miriam Reid Miriam Santos Mancebo Reid  | PFL               | - Assistente Social                               |                  |                  | Dr. Mendonça Jose Paulo De Mendonça        | PFL               | - Medico          | Coligacao Macaé Nao Pode Errar PFL PRP PRONA                                 |
| 26      |              | Franco Corredor Antonio De Souza Franco | PAN               | - Industrial                                      |                  |                  | Enir Machado Enir Machado Dos Santos       | PAN               | - Outros          | Sem coligação                                                                |
| 45      |              | Riverton Mussi Riverton Mussi Ramos     | PSDB              | - Outros                                          |                  |                  | Carlão Carlos Augusto De Paula             | PSDB              | - Medico          | Coligacao Pelo Bem de Macaé PDT PPS PHS PV PSDB                              |
| Fontes: |              |                                         |                   |                                                   |                  |                  |                                            |                   |                   |                                                                              |

## Candidatos à vereança
| Coligação                                                           | Partido | Partido | Candidaturas |
| ------------------------------------------------------------------- | ------- | ------- | ------------ |
| Coligacao Fala E Se Liga Macaé (23 candidatos)                      |         | PTN     | 19           |
| Coligacao Fala E Se Liga Macaé (23 candidatos)                      |         | PSDC    | 4            |
| Coligacao Macaé no Rumo Certo (23 candidatos)                       |         | PSC     | 16           |
| Coligacao Macaé no Rumo Certo (23 candidatos)                       |         | PTC     | 7            |
| Coligacao Unidos Por Macaé (23 candidatos)                          |         | PMDB    | 14           |
| Coligacao Unidos Por Macaé (23 candidatos)                          |         | PL      | 5            |
| Coligacao Unidos Por Macaé (23 candidatos)                          |         | PMN     | 3            |
| Coligacao Unidos Por Macaé (23 candidatos)                          |         | PP      | 1            |
| Coligacao Macaé Nao Pode Errar (20 candidatos)                      |         | PFL     | 17           |
| Coligacao Macaé Nao Pode Errar (20 candidatos)                      |         | PRONA   | 2            |
| Coligacao Macaé Nao Pode Errar (20 candidatos)                      |         | PRP     | 1            |
| Coligacao Socialismo de Verdade Macaé no Rumo Certo (20 candidatos) |         | PPS     | 16           |
| Coligacao Socialismo de Verdade Macaé no Rumo Certo (20 candidatos) |         | PDT     | 4            |
| Coligacao Todos Por Amor A Macaé (19 candidatos)                    |         | PT      | 10           |
| Coligacao Todos Por Amor A Macaé (19 candidatos)                    |         | PCdoB   | 4            |
| Coligacao Todos Por Amor A Macaé (19 candidatos)                    |         | PSB     | 3            |
| Coligacao Todos Por Amor A Macaé (19 candidatos)                    |         | PSL     | 1            |
| Coligacao Todos Por Amor A Macaé (19 candidatos)                    |         | PTB     | 1            |
| Coligacao Phs / Pv (16 candidatos)                                  |         | PHS     | 14           |
| Coligacao Phs / Pv (16 candidatos)                                  |         | PV      | 2            |
|                                                                     | PSDB    | 16      |              |
|                                                                     | PAN     | 3       |              |
|                                                                     | PTdoB   | 1       |              |
| Fontes:                                                             |         |         |              |

## Resultados da eleição

### Prefeito
| Candidato(a) a prefeito  | Candidato(a) a prefeito  | Candidato(a) a vice-prefeito | Primeiro turno 03 de outubro de 2004 | Primeiro turno 03 de outubro de 2004 |
| Candidato(a) a prefeito  | Candidato(a) a prefeito  | Candidato(a) a vice-prefeito | Total                                | Percentagem                          |
| ------------------------ | ------------------------ | ---------------------------- | ------------------------------------ | ------------------------------------ |
|                          | Riverton (PSDB)          | Carlão (PSDB)                | 39.726                               | 50,52%                               |
|                          | Fred Kohler (PMDB)       | Luciano Diniz (PT)           | 35.919                               | 45,68%                               |
|                          | Franco Corredor (PAN)    | Enir Machado (PAN)           | 2.992                                | 3,8%                                 |
|                          | Miriam Reid (PFL)        | Dr. Mendonça (PFL)           | nan                                  | nan%                                 |
| Total de votos válidos   | Total de votos válidos   | Total de votos válidos       | 78.637                               | 78.637                               |
| Votos apurados           |                          |                              |                                      |                                      |
| Votos válidos            | Votos válidos            | Votos válidos                | 78.637                               | 93,56%                               |
| Votos em branco          | Votos em branco          | Votos em branco              | 1.324                                | 1,58%                                |
| Votos nulos              | Votos nulos              | Votos nulos                  | 4.093                                | 4,87%                                |
| Total de votos apurados  | Total de votos apurados  | Total de votos apurados      | 84.054                               | 84.054                               |
| Eleitores                |                          |                              |                                      |                                      |
| Comparecimentos          | Comparecimentos          | Comparecimentos              | 84.054                               | 86,49%                               |
| Abstenções               | Abstenções               | Abstenções                   | 13.130                               | 13,51%                               |
| Total de eleitores aptos | Total de eleitores aptos | Total de eleitores aptos     | 97.184                               | 97.184                               |
| Total de seções: 268     |                          |                              |                                      |                                      |
| Fontes:                  |                          |                              |                                      |                                      |

### Composição da Câmara Municipal
|                          |                          |                 |                 |          |    |
| Nº                       | Partido                  | Votos populares | Votos populares | Assentos | ±  |
| Nº                       | Partido                  | Votos           | %               | Assentos | ±  |
| 45                       | PSDB                     | 28.085          | 34,65%          | 6        | 6  |
| 13                       | PT                       | 5.616           | 6,93%           | 2        | 2  |
| 23                       | PPS                      | 8.307           | 10,25%          | 1        | 1  |
| 19                       | PTN                      | 7.998           | 9,87%           | 1        | 1  |
| 36                       | PTC                      | 4.403           | 5,43%           | 1        | 1  |
| 22                       | PL                       | 1.969           | 2,43%           | 1        | 1  |
| 15                       | PMDB                     | 5.242           | 6,47%           | 0        | -  |
| 31                       | PHS                      | 4.981           | 6,15%           | 0        | -  |
| 25                       | PFL                      | 4.174           | 5,15%           | 0        | -  |
| 20                       | PSC                      | 3.984           | 4,92%           | 0        | -  |
| 40                       | PSB                      | 1.390           | 1,72%           | 0        | -  |
| 14                       | PTB                      | 1.039           | 1,28%           | 0        | -  |
| 11                       | PP                       | 745             | 0,92%           | 0        | -  |
| 65                       | PCdoB                    | 611             | 0,75%           | 0        | -  |
| 12                       | PDT                      | 550             | 0,68%           | 0        | -  |
| 17                       | PSL                      | 463             | 0,57%           | 0        | -  |
| 33                       | PMN                      | 363             | 0,45%           | 0        | -  |
| 26                       | PAN                      | 316             | 0,39%           | 0        | -  |
| 56                       | PRONA                    | 294             | 0,36%           | 0        | -  |
| 27                       | PSDC                     | 216             | 0,27%           | 0        | -  |
| 44                       | PRP                      | 198             | 0,24%           | 0        | -  |
| 43                       | PV                       | 94              | 0,12%           | 0        | -  |
| 70                       | PTdoB                    | 7               | 0,01%           | 0        | -  |
| Total de votos válidos   | Total de votos válidos   | 81.045          | 81.045          | 12       | 12 |
| Votos apurados           |                          |                 |                 | 12       | 12 |
| Total de votos válidos   | Total de votos válidos   | 81.045          | 96,42%          | 12       | 12 |
| Votos em branco          | Votos em branco          | 1.372           | 1,63%           | 12       | 12 |
| Votos nulos              | Votos nulos              | 1.637           | 1,95%           | 12       | 12 |
| Total de votos apurados  | Total de votos apurados  | 84.054          | 84.054          | 12       | 12 |
| Eleitores                |                          |                 |                 | 12       | 12 |
| Comparecimentos          | Comparecimentos          | 84.054          | 86,49%          | 12       | 12 |
| Abstenções               | Abstenções               | 13.130          | 13,51%          | 12       | 12 |
| Total de eleitores aptos | Total de eleitores aptos | 97.184          | 97.184          | 12       | 12 |
| Fontes:                  |                          |                 |                 |          |    |

### Vereadores eleitos
| Candidato(a) | Candidato(a)          | Partido | Votos | Votos       | Cidade de origem       | Unidade federativa/País |
| Candidato(a) | Candidato(a)          | Partido | Total | Percentagem | Cidade de origem       | Unidade federativa/País |
| ------------ | --------------------- | ------- | ----- | ----------- | ---------------------- | ----------------------- |
|              | Paulo Paes            | PSDB    | 3.373 | 4,47%       | Macaé                  | Rio de Janeiro          |
|              | Pedro Reis            | PSDB    | 3.055 | 4,05%       | Natividade             | Rio de Janeiro          |
|              | Paulo Antunes         | PSDB    | 2.921 | 3,87%       | Macaé                  | Rio de Janeiro          |
|              | Maria Helena Salles   | PSDB    | 2.833 | 3,75%       | Cambuci                | Rio de Janeiro          |
|              | George Jardim         | PSDB    | 2.571 | 3,41%       | Rio de Janeiro         | Rio de Janeiro          |
|              | Luiz Fernando         | PTC     | 2.510 | 3,33%       | Macaé                  | Rio de Janeiro          |
|              | Julio Do Aeroporto    | PSDB    | 2.429 | 3,22%       | Macaé                  | Rio de Janeiro          |
|              | Chico Machado         | PTN     | 2.218 | 2,94%       | Macaé                  | Rio de Janeiro          |
|              | Dr. Eduardo           | PPS     | 2.062 | 2,73%       | Macaé                  | Rio de Janeiro          |
|              | Pastor Jorge De Jesus | PL      | 1.437 | 1,9%        | Rio de Janeiro         | Rio de Janeiro          |
|              | Marilena Garcia       | PT      | 1.135 | 1,5%        | Rio de Janeiro         | Rio de Janeiro          |
|              | Maxwell Vaz           | PT      | 1.100 | 1,46%       | Santo Antônio de Pádua | Rio de Janeiro          |
| Fontes:      |                       |         |       |             |                        |                         |